# Ratio venta/compra
En finanzas, el ratio venta/compra (también llamado ratio put/call) es un indicador técnico que demuestra el sentimiento de los inversores en un mercado. El ratio representa una proporción entre todas las opciones de venta y todas las opciones de compra compradas en un día determinado. La relación venta/compra puede calcularse para cualquier acción individual, así como para cualquier índice, o puede agregarse. La relación puede calcularse utilizando el número de opciones de venta y de compra o sobre una base ponderada en una moneda.

## Valores
Generalmente, un resultado más bajo (~0.6) del ratio refleja un sentimiento alcista entre los inversores a medida que compran más opciones de compra, anticipando una tendencia alcista. Por el contrario, uno más alto (~1,02) del ratio indica un sentimiento bajista en el mercado. Sin embargo, el ratio se considera un indicador contrario, por lo que una lectura extrema por encima de 1,0 es en realidad una señal alcista, y viceversa.
Las medias móviles se utilizan para suavizar y normalizar la serie de ratios. 